# 顿巴斯 (纪录片)
《顿巴斯》（法語：Donbass）是一部纪录片，拍摄于2015年，时长54分钟，由法国「記者」安妮-洛尔·博内尔（Anne-Laure Bonnel）制作。纪录片讲述了2014年因俄乌战争而满目疮痍的顿巴斯地区以及顿巴斯民众的生活状况。该纪录片的制作人安妮声称，造成顿巴斯民众生活苦难的罪魁祸首是烏克蘭武裝部隊，在乌克兰军队的轰炸下，乌东地区有13000名民众因此丧生。安妮同时聲稱，该纪录片曾遭到法国媒体以及西方人权组织的“审查”，法国主流媒体不允许该纪录片播出，网上的片段也遭到移除。